# 19477 Teresajentz
19477 Teresajentz este un asteroid din centura principală de asteroizi.

## Descriere
19477 Teresajentz este un asteroid din centura principală de asteroizi. A fost descoperit pe 21 aprilie 1998 la Socorro, New Mexico, în cadrul proiectului LINEAR. Asteroidul prezintă o orbită caracterizată de o semiaxă mare de 2,93 ua, o excentricitate de 0,08 și o înclinație de 3,2° în raport cu ecliptica.